# Kriegsgefangenenlager Sandakan

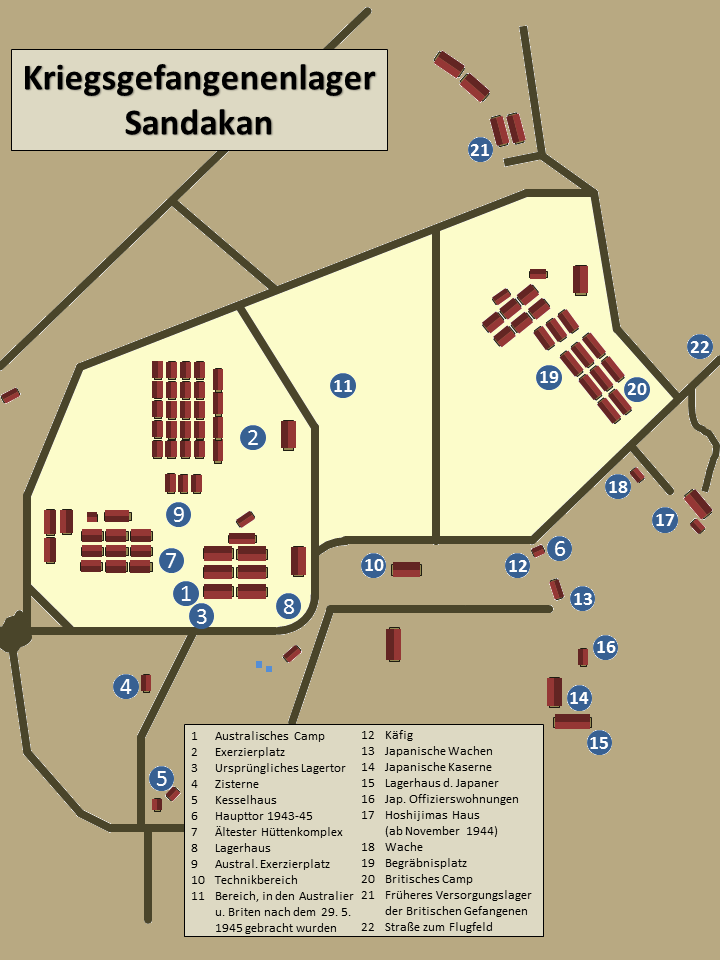
Lageplan des Kriegsgefangenenlagers. Gelbe Bereiche waren mit Stacheldraht umgeben.

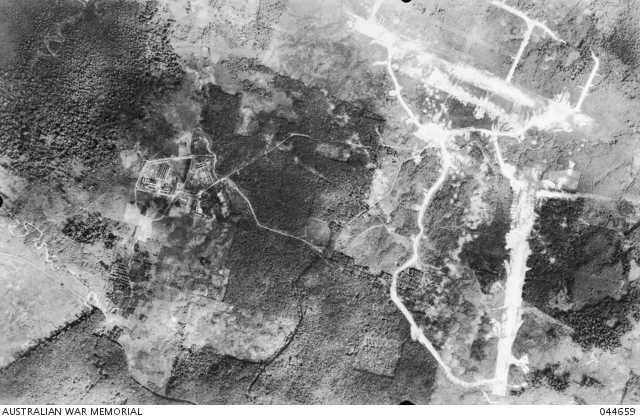
Luftaufnahme des Lagers. Rechts oben der von Bomben getroffene Militärflugplatz Sandakan

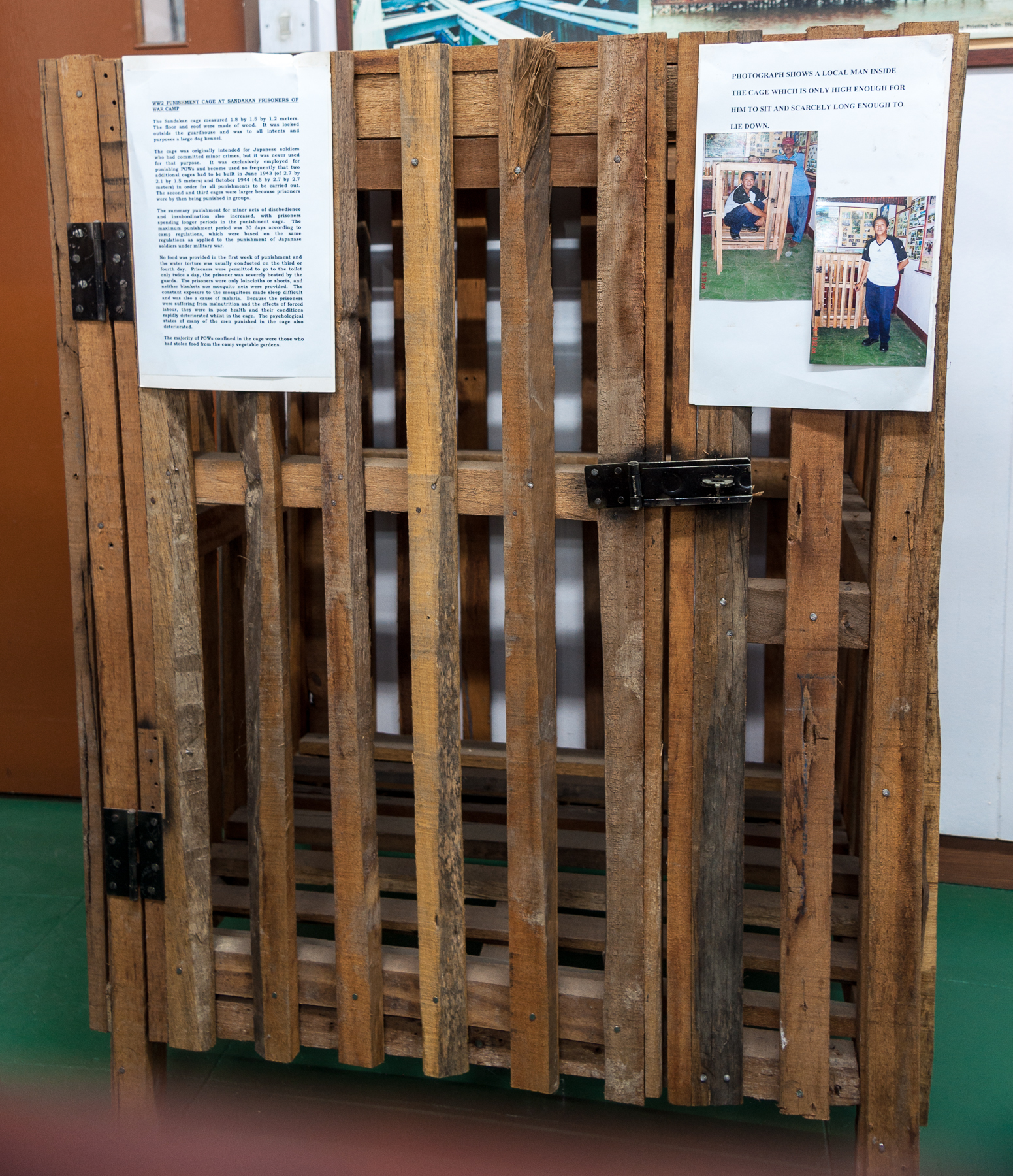
Käfig zur Bestrafung von Kriegsgefangenen

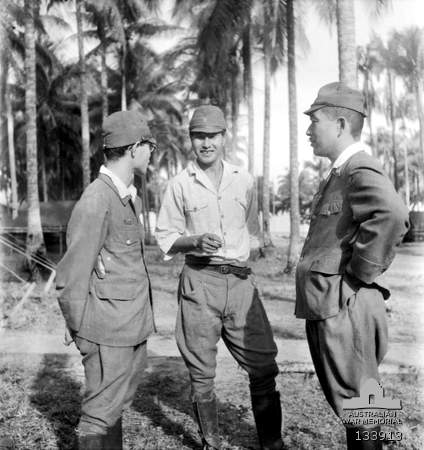
Susumi Hoshijima (Mitte) während des Kriegsverbrecherprozesses in Labuan

Das Kriegsgefangenenlager Sandakan oder (englisch) Sandakan POW Camp war ein japanisches Kriegsgefangenenlager im Zweiten Weltkrieg in der Stadt Sandakan im malaysischen Bundesstaat Sabah. Das Lager erlangte wegen der hier begonnenen Todesmärsche traurige Berühmtheit. Ein Teil des ehemaligen Geländes beherbergt heute den Sandakan Memorial Park.

## Lage
Das Kriegsgefangenenlager lag etwa 1,5 Kilometer südwestlich des heutigen Flughafens Sandakan.

## Geschichte
Durch den für die Japaner zunächst erfolgreichen Verlauf des Kriegs wurden große Mengen alliierter Soldaten als Kriegsgefangene auf verschiedene Lagereinrichtungen im Pazifikraum verteilt. Im Juli 1942 wurden die Kriegsgefangenen der „B-Force“ – nahezu 1500 Australier – von Singapur nach Sandakan im Norden der Insel Borneo transferiert, um dort einen Militärflugplatz aufzubauen. Dieses Datum gilt als der Beginn des Lagers. 1943 folgten über 770 britische und weitere 500 australische „POW“.
Auf dem Höhepunkt der Belegung im Jahr 1943 waren im Lager etwa 2500 Kriegsgefangene untergebracht.
Als die Japaner im weiteren Verlauf des Kriegs zunehmend in die Defensive gerieten, wurde das Flugfeld in Sandakan ab Oktober 1944 auch Ziel beständiger Bombardierung durch die Alliierten. Im Januar 1945 waren die Schäden so groß, dass an eine Reparatur der Startbahn nicht mehr zu denken war. Am 10. Januar 1945 wurden die Arbeiten vollständig gestoppt. Ebenfalls im Januar 1945 wurde eine Gruppe von etwa 455 Kriegsgefangenen auf den ersten der drei „Todesmärsche von Sandakan“ geschickt.
Ab Mai 1945 wurde ein Befehl zur Auflösung des Kriegsgefangenenlagers umgesetzt. Dazu übernahm am 17. Mai Hauptmann Takakuwa Takuo das Kommando über das Lager. Er ordnete am 29. Mai 1945 den zweiten Todesmarsch von 536 Kriegsgefangenen nach Ranau an und ließ das Lagergelände in Brand setzen. Auch die Krankenstation, alle Aufzeichnungen und alles Gerät wurden dem Feuer übergeben. 288 Liegendkranke blieben unter japanischer Bewachung auf dem zerstörten Gelände zurück.
Am 10. Juni 1945 – 30 weitere Gefangene waren mittlerweile verstorben – wurde eine letzte Gruppe von 75 Kriegsgefangenen Richtung Ranau in Marsch gesetzt. Die verbliebenen Gefangenen, die auf dem zerstörten Gelände ausharren mussten, starben entweder an Unterernährung und Krankheit oder wurden von den japanischen Wachen umgebracht. Am 15. August 1945 war keiner von ihnen mehr am Leben.

## Lagergelände
Das Gelände, auf das die Japaner für die Errichtung des Camps zurückgriffen, war ein landwirtschaftliches Versuchsgut der North Borneo Chartered Company, auf dem Obst und Getreide angebaut und Vieh gehalten wurde.
Das Gelände wurde in drei Hauptbereiche eingeteilt; je einen Lagerteil für die australischen und die britischen Kriegsgefangenen (Australian Compound und British Compound) sowie ein Gelände für die Wachmannschaften bzw. für die Wohngebäude der Japaner.
Das Lager erzeugte seinen eigenen Strom mit einem durch eine Dampfmaschine angetriebenen Generator. Das Elektrizitätswerk gehörte ursprünglich zum landwirtschaftlichen Versuchsgut. Die holzbefeuerte Dampfmaschine trieb den Generator an, der wiederum Strom mit einer Spannung von 110 Volt produzierte, der für die Beleuchtung des Camps und dessen Umzäunung verwendet wurde. Das E-Werk spielte außerdem eine wichtige Rolle beim Betrieb des geheimen Senders, den die Untergrundbewegung des Camps kontrollierte. Von 1942 bis zu seiner Entdeckung im Juli 1943 wurde in den Abendstunden heimlich die Spannung erhöht, um die Sendeanlage mit ausreichender Spannung zu versorgen.
„Der Große Baum“ (The Big Tree) – ein riesiges Exemplar eines Mengarisbaumes (Koompassia excelsa) – war die dominierende Struktur des Kriegsgefangenenlagers.
Ein kleines Stück außerhalb des australischen Lagerteils betrieb der japanische Quartiermeister ein Lebensmitteldepot und eine Küche für die Japaner. Von dieser Einrichtung ist ein Fundament und ein Wasserspeicher aus Beton erhalten geblieben.

## Lagerkommandanten
Für das Lager war von Anfang an der Japaner Hoshijima Susumi verantwortlich, der im Rang eines Leutnants stand. Als Militäringenieur war er mit der Aufgabe der Errichtung eines Militärflugplatzes betraut. Gegen Ende des Krieges wurde er zum Hauptmann befördert. Athletisch gebaut, mit einer für Japaner außergewöhnlichen Körpergröße von 1,80 m war er eine beeindruckende Erscheinung. Seinen tyrannischen, skrupellosen Charakter offenbarte er den im April 1943 eintreffenden Kriegsgefangenen mit folgenden Worten:

“You will work until your bones rot under the tropical sun of Borneo. You will work for the Emperor. If any of you escapes, I will pick out three or four and shoot them. The war will last 100 years.”

„Ihr werdet arbeiten, bis eure Knochen unter der tropischen Sonne Borneos verrotten. Ihr werdet für den Kaiser arbeiten. Falls einer flieht, werde ich drei oder vier von euch herauspicken und sie erschießen. Der Krieg wird 100 Jahre dauern.“

Im Mai 1945 erteilte die militärische Führung den Befehl zur Aufgabe des Kriegsgefangenenlagers. Am 17. Mai übernahm Hauptmann Takakuwa Takuo von Hoshijima das Kommando über die Kriegsgefangenen.
Hoshijima und Takakuwa wurden bei den Kriegsverbrecherprozessen von Labuan (Labuan War Crimes Trials) schuldig gesprochen und zum Tod durch den Strang verurteilt. Das Todesurteil wurde am 6. April in Rabaul vollstreckt.

## Misshandlungen der Gefangenen
Außerhalb des mit Stacheldraht gesicherten Lagerbereiches gab es vor dem Büro der Wachmannschaft einen etwa 1,8 × 1,5 × 1,2 Meter großen Holzkäfig, der an einen Hundezwinger erinnerte. Ursprünglich war der Käfig für die Bestrafung kleinerer Vergehen unter den japanischen Soldaten vorgesehen; er wurde aber nie zu diesem Zweck benutzt. Die Mehrzahl der Kriegsgefangenen, die in den Käfig verbracht wurden, wurden wegen des Diebstahls von Lebensmitteln aus dem Gemüsegarten des Lagers bestraft.
Im Juni 1943 und im Oktober 1944 wurde jeweils ein weiterer Käfig errichtet, jeder größer als der vorherige. Der zweite Käfig mit 2,7 × 2,1 × 1,5 Meter und der Dritte mit 4,5 × 2,7 × 2,7 Meter waren für die gruppenweise Bestrafung vorgesehen.
Die Lagerregeln für die Bestrafung orientierten sich an den gleichen Regeln, die für die Bestrafung von japanischen Soldaten vorgesehen waren. Demnach war die maximale Dauer der Unterbringung im Hundekäfig auf 30 Tage beschränkt. Die Toilette durfte nur zweimal am Tag aufgesucht werden. Misshandlungen durch Schläge und Wasserfolter kamen hinzu. Auch bekamen die Opfer in der ersten Woche im Hundekäfig keine Nahrung. Nur mit Lendenschurz oder Shorts bekleidet, waren die Gefangenen außerdem schutzlos den Moskitos ausgesetzt, deren beständige Angriffe auf den geschwächten Körper auch das Schlafen in der Nacht nahezu unmöglich machten.

## Das Lager nach Kriegsende
Alle sterblichen Überreste von Kriegsgefangenen, die während der Untersuchungen nach Kriegsende auf dem Gelände aufgefunden wurden, wurden zur zentralen Kriegsgräberstätte in Labuan überführt. Die identifizierten Toten wurden dort in namentlich gekennzeichneten Gräbern bestattet, während die Namen der Übrigen auf entsprechenden Gedenktafeln in Labuan und Singapur gelistet wurden.
1986 wurde auf dem verlassenen Gelände ein Gedenkstein aufgestellt, der die Verdienste Captain Lionel Matthews und der Untergrundbewegung Sandakans würdigte und der auch der sechs Überlebenden der Todesmärsche gedachte. Auf Basis einer Vereinbarung zwischen der Regierung des Bundesstaats Sabah, der Regierung von Australien, der Veteranenvereinigung „Returned & Services League of Australia“ und dem Stadtrat von Sandakan im Jahr 1995 wurde in einem Teilgelände des ehemaligen Kriegsgefangenenlagers die Gedenkstätte Sandakan Memorial Park errichtet. Die feierliche Eröffnung der Gedenkstätte fand am 18. März 1999 statt.